# John Tams

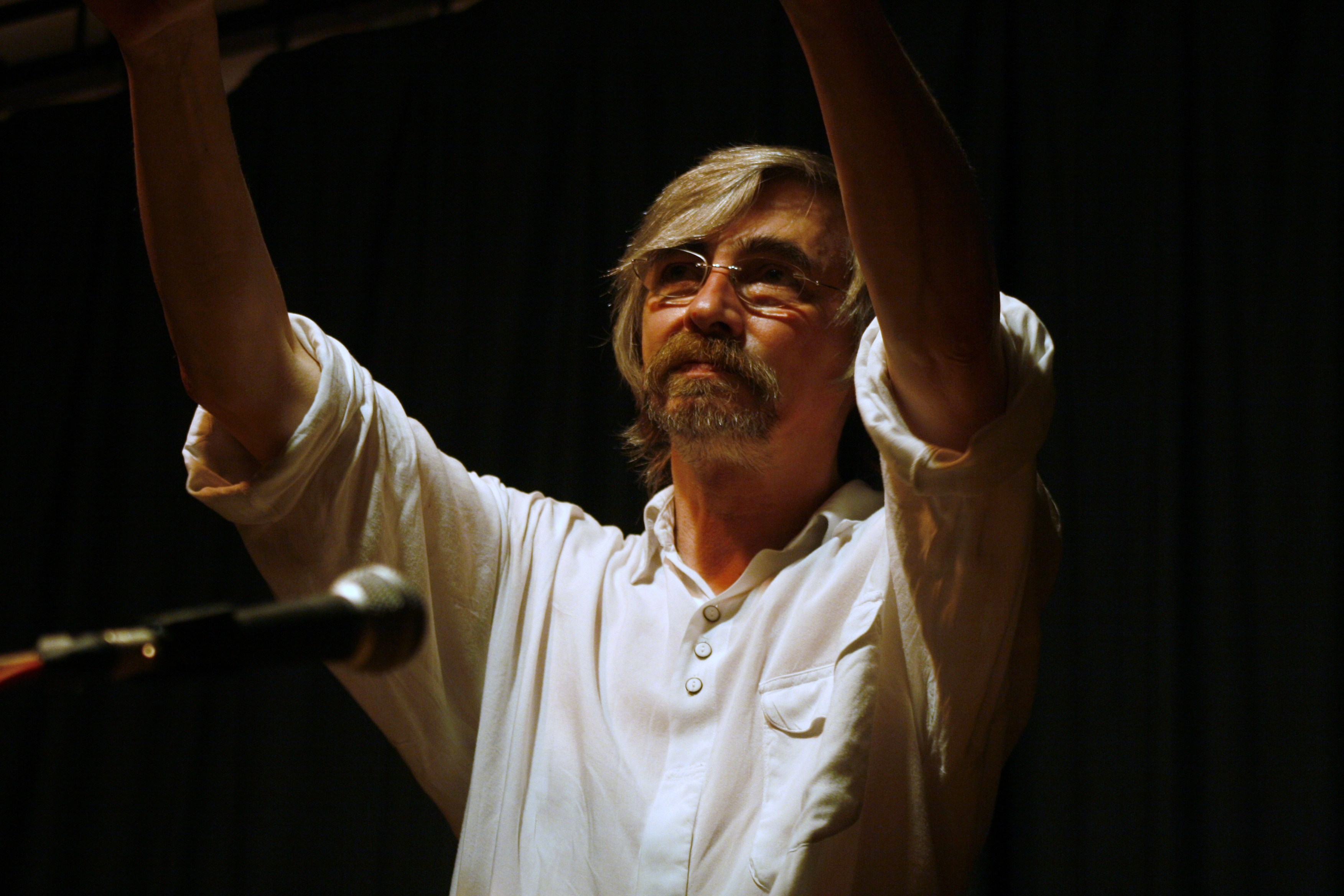
John Tams (2008)

John Tams (* 16. Februar 1949 in Holbrook, Derbyshire, England) ist ein britischer Schauspieler, Sänger, Komponist und Musikproduzent. Er ist mit Sally Tams verheiratet, die gleichzeitig seine Managerin ist. Zusammen haben sie eine Tochter.

## Folk-Musiker
John Tams begann seine Laufbahn als Folk-Musiker in den 1970er Jahren als Mitglied der Gruppe Muckram Wakes. Danach arbeitete er als Sänger und Akkordeonspieler der Electric Folk-Gruppe Albion Band mit Ashley Hutchings an verschiedenen Alben, darunter Son of Morris On sowie maßgeblich an der Produktion von Rise Up Like the Sun. Nachdem sich die Wege von Tams und Hutchings Anfang der 1980er Jahre trennten, gründete Tams 1983 die Folk-Rock-Band Home Service. Heute tritt er eher allein oder im Duo mit Barry Coope auf.

## Sammler und Theaterschauspieler
Im Jahr 1974 machte Tams, zusammen mit Neil Wayne in County Clare Aufnahmen von sehr angesehenen Konzertina-Spielern. Diese Aufnahmen wurden in den 1970er Jahren vom Plattenlabel „Free Reed“ veröffentlicht, waren jedoch sehr schwer erhältlich, bis sie im Jahr 2007 als 6-CD-Set, dem sogenannten „Clare-Set“, wieder veröffentlicht wurden.
Von 1976 bis 1985 und erneut von 1999 bis 2001 war Tams musikalischer Direktor und Schauspieler am Royal National Theatre in London. Zuletzt arbeitete er u. a. an den Shows The Mysteries, Larkrise to Candleford, Glengarry Glenross, The Crucible, Golden Boy, The Good Hope sowie The Mysteries Revival. Er gehörte außerdem dem von Bill Bryden geleiteten Kreativteam an.
Er arbeitete auch als musikalischer Berater an Shakespeares Globe Theatre und war dort an der Realisierung der Stücke Holding Fire und Warhorse (beide 2007 uraufgeführt) beteiligt. Warhorse wurde als das beste je am Globe aufgeführte Stück bezeichnet und mehrfach für verschiedene Preise, darunter die Olivier Awards vorgeschlagen, u. a. auch für die beste Musik, zusammen mit seinen Kollegen Chris Shutt und Adrian Sutton.

## Fernsehschauspieler
Den Fernsehzuschauern ist John Tams wahrscheinlich durch die von ihm verkörperte Rolle des Meisterschützen und früheren Wilddiebs Daniel Hagman in der Fernsehserie Die Scharfschützen bekannt. Zusammen mit Dominic Muldowney hat er auch die Musik für jede Folge der Serie geschrieben. Im Jahr 1996 haben Tams und Muldowney das Album Over the Hills & Far Away: The Music of Sharpe veröffentlicht, das mehr als 120.000 Mal verkauft wurde. Tams und Muldowney haben auch die Musik für den im Mai 2008 fertiggestellten Film Sharpes’s Peril geschrieben.

## Sänger
Tams hat bislang drei Soloalben veröffentlicht: Unity (2001), Home (2002) und Reckoning (2005), die von den Kritikern alle durchweg positiv beurteilt worden sind. Im Jahr 2006 gewann er die BBC Radio 2 Folk Awards in der Kategorie „Best Album“ für The Reckoning, in der Kategorie „Best Traditional Track“ (für Bitter Withy) und in der Kategorie „Folk Singer of the Year“. Während der BBC Radio 2 Folk Awards 2008 bekamen er und sein Gesangspartner Barry Coope von Sean Bean den repräsentativen Best Duo Award überreicht.

## Radio-Produzent
Im Jahr 2006 wurde Tams musikalischer Direktor der BBC Radio 2 2006 Radio Ballads, einem Audio-Dokumentationsformat, welches zuvor von Ewan MacColl begründet worden war. Die Sendung war einer der Nominierten für die Sony Radio Academy Awards 2007.
Im November 2007 wurde Tams von der Sheffield Hallam University eine Ehrendoktorwürde verliehen. Zwei Jahre später erhielt er eine weitere von der University of Derby.

### Musiklabelunternehmer
Gemeinsam mit dem Musiker Jim Boyes gründete Tams 1990 im nordenglischen Kleinstadt Normanton das Independent-Label «No Masters». Es ist auf kritisch-politische Folk- und Rockmusik à la Chumbawamba spezialisiert. Tams ist als Musikproduzent dort stetig involviert.